# Anatol Nitschke

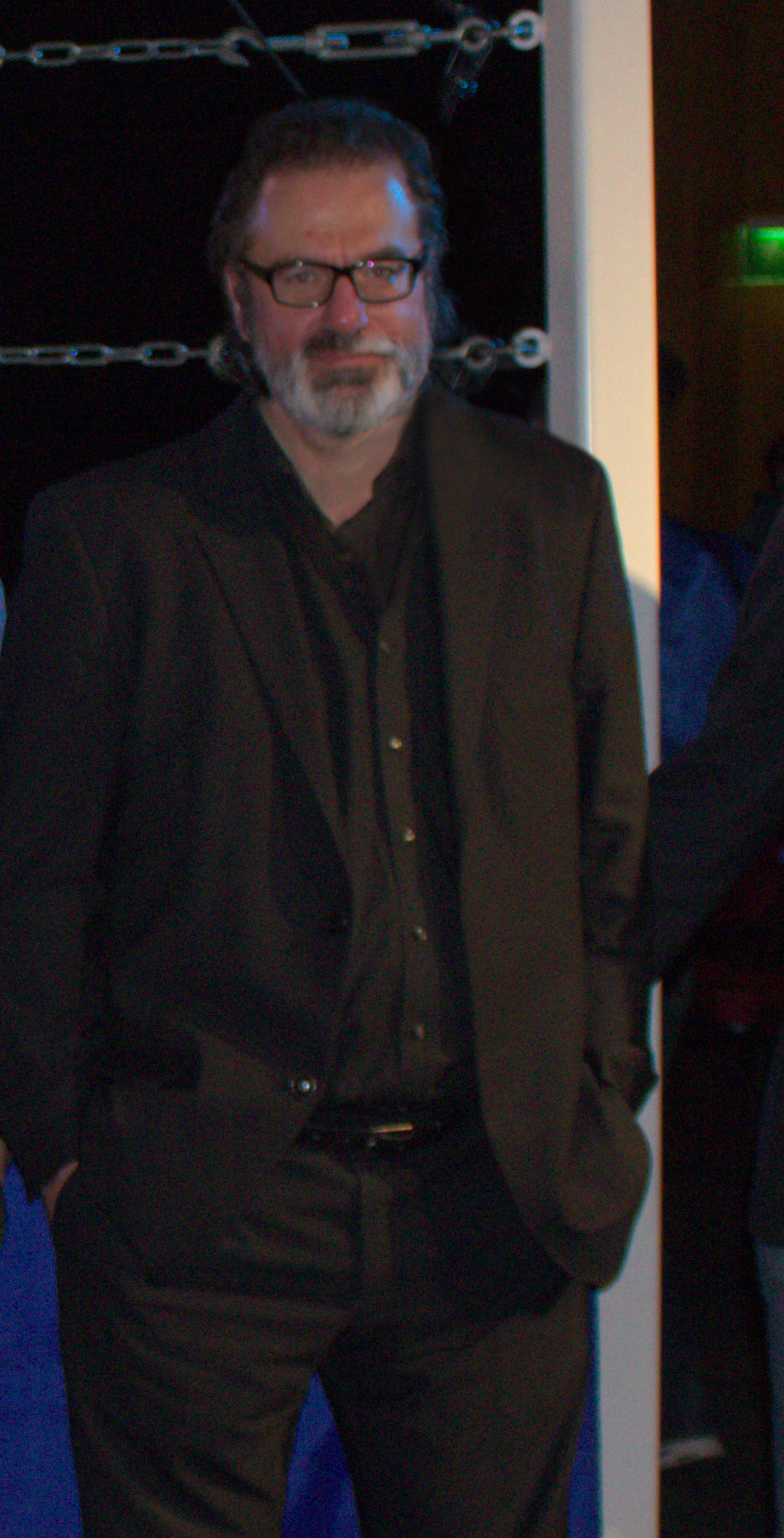
Anatol Nitschke (2014)

Anatol Nitschke (* 1960 in München) ist ein deutscher Filmproduzent und Filmverleiher.

## Karriere
Zwischen 1983 und 1999 arbeitete Nitschke als Kinobetreiber und Disponent bei NEF 2 Filmverleih, Verkaufsleiter und Assistent der Geschäftsleitung bei Filmwelt-Prokino sowie als Geschäftsführer von Senator Film Verleih. Im Februar 2000 wurde die X-Verleih AG mit den Vorständen Manuela Stehr, Stefan Arndt und Anatol Nitschke gegründet. Im Rahmen dieses Modells begleitete er als geschäftsführender Vorstand Filme, darunter Tom Tykwers Der Krieger und die Kaiserin, Wolfgang Beckers Good Bye, Lenin!, Dani Levys Alles auf Zucker!, Hans Weingartners Das weiße Rauschen, Marc Rothemunds Sophie Scholl, Andres Veiels Black Box BRD sowie Andreas Dresens Sommer vorm Balkon. Im April 2007 kam ein Wechsel auf den Geschäftsführerposten bei dem neuen Senator Film Verleih.
Seit Juni 2013 leitete Nitschke zudem die neugegründete „Edition Senator“, das Label für deutsches Kino im Senator Film Verleih.
Anatol Nitschke ist Mitglied der Europäischen und der Deutschen Filmakademie. Er lebt in Berlin.

## Deutschfilm
Deutschfilm GmbH ist eine Filmproduktions- und -vermarktungsfirma, die im Februar 2009 als Joint Venture zwischen Anatol Nitschke mit der Senator Entertainment AG gegründet wurde. Als geschäftsführender Gesellschafter von deutschfilm hat Nitschke seither den Jugendfilm Der ganz große Traum, mit Daniel Brühl als Fußballpionier Konrad Koch, sowie die bayerische Komödie Was weg is, is weg von Christian Lerch produziert, fungierte als Koproduzent von Philipp Stölzls Goethe! und der zero-one-Produktion Wer wenn nicht wir von Andres Veiel und veröffentlichte Klaus Lemkes Berlin für Helden. 2013 kam Ummah – Unter Freunden, der Debütfilm des deutsch-türkischen Regisseurs Cüneyt Kaya in die Kinos, bei dem Anatol Nitschke unter anderem mit Hans Weingartner als Produzent fungierte. 2014 engagierte sich die deutschfilm GmbH als Koproduzent von Herbert, der Verfilmung des Drehbuchs des Schriftstellers Clemens Meyer und Thomas Stuber. Im selben Jahr produzierte Nitschke Sebastian Schippers Film Victoria, mit dem er den Deutschen Filmpreis für den besten Film gewann und mit dem er auch für den Europäischen Filmpreis, ebenfalls in der Kategorie Bester Film, nominiert war. Aktuelle Produktionen sind Get Lucky – Sex verändert alles, eine moderne Sex-Aufklärungskomödie für Teenager unter der Regie von Ziska Riemann, die im Herbst 2019 in die Kinos kommen soll, sowie Yung, ein radikales Porträt von vier Mädchen im Berliner Nachtleben von Regisseur Henning Gronkowski.
Im März 2016 erwarb Nitschke sämtliche Anteile der deutschfilm von der inzwischen in Wild Bunch umfirmierten Senator und ist seither Alleingesellschafter der Produktionsfirma. Nitschkes deutschfilm und Wild Bunch vereinbarten jedoch einen First-Look-Deal und kündigten an, weiterhin projektweise zusammenarbeiten zu wollen.

## Filmografie
- 1985: Eine Freundschaft in Deutschland
- 2010: Goethe!
- 2011: Der ganz große Traum
- 2011: Wer wenn nicht wir
- 2012: Was weg is, is weg
- 2013: Ummah – Unter Freunden
- 2015: Victoria
- 2015: Herbert
- 2018: Yung
- 2019: Get Lucky – Sex verändert alles